# Schokk
Дми́трий Фёдорович Ги́нтер (род 11 декабря 1980, Октябрьск, Мугалжарский район, Актюбинская область, Казахская ССР, СССР), более известный под псевдонимами Schokk (рус. Шокк) и Ди́ма Ба́мберг — русскоязычный рэпер и рок-исполнитель, один из создателей баттл-рэпа на русском языке, художник. Бывший участник лейбла Rap Woyska, один из основателей и бывший участник лейбла Vagabund, а также бывший артист лейбла Phlatline.
Имел многочисленные бифы с различными рэперами, что повлияло на его репутацию как скандального рэпера.
Женат на Анастасии Куприной, которая младше Дмитрия на 14 лет. Пара проживает в Москве. В ноябре 2022 года публично попросил политическое убежище в России, так как в Германии, гражданином которой он является, на него завели уголовное дело за публичную поддержку вторжения России на Украину.

## Ранние годы
Дмитрий Хинтер родился в Казахской ССР в городе Октябрьск (ныне Кандыагаш) в семье отца-немца и матери-еврейки. Отец — предприниматель, а мачеха — домохозяйка. После эмиграции в Германию в город Бамберг в 1996 году у Дмитрия появились большие проблемы с законом: он был судим за нападение на правоохранительные органы. Проживал в Бамберге до сентября 2012 года (позже переехал в Берлин).

## Музыкальная карьера

### 2007—2010: Rap Woyska Records
В 2007 году в социальной сети Myspace повстречался с рэп-исполнителем M.Mecker, более известным как Czar. Он ознакомился с творчеством Д. Бамберга и предложил ему записать совместный трек на русском языке, и в тот же вечер Д. Бамберг написал свой первый русскоязычный трек под названием «Два удара». После знакомства с рэпером Czar Д. Бамберг вступил в рэп-группу и лейбл Rap Woyska Records, в состав которого изначально входили два исполнителя: Czar и 1.Kla$. В 2008 году ему предложили вступить в Optik Russia. В то время от Schokkа звучали громкие высказывания в сторону многих известных рэперов в России. В своих треках он демонстрировал презрение и неуважение к русскому рэпу, высмеивал его традиции и исполнителей, твердил всем, что русский рэп нужно менять.
В 2008 году Schokk знакомится с рэп-исполнителем Oxxxymiron, и они начинают сотрудничать и давать совместные концерты. Тем временем Schokk постепенно отдаляется от лейбла Rap Woyska Records.
В 2009 году Д. Бамберг начинает сотрудничать с немецкой фольклорной музыкальной группой Kellerkommando, став её главным рэп-солистом. После многократных концертных выступлений по Германии KellerKommando и Schokk выпускают мини-альбом Dei Mudder sei Hut. Вскоре после этого, Schokk отдаляется от группы в связи с созданием своего лейбла.
В 2010 году Schokk покинул объединение Rap Woyska Records. Причиной этого была ссора с Иваном Махаловым, известным в репе как Czar. Последний начал более тесно сотрудничать с реп-группой Ginex c которыми, в то же самое время, вёл биф Дмитрий. После чего он, разумеется, в одном из треков выразил недовольство касательно этой ситуации. Ответом Ивана был совместный трек с Ginex под названием «Apocalypse», где тот в открытую оскорбил и «выкинул» Schokk’a. В итоге завязывается ещё одна «реп-битва» за правду, которая в течение года утихомирилась.
Пребывая в составе трио, Дмитрий выпускает 5 микстейпов: трилогию Disscography, N.B.O.T.B. и Schizzo.

### 2010—2011: Сотрудничество с Oxxxymiron и выпуск дебютного альбома

Логотип лейбла Vagabund

В этом же, 2010 году Schokk, Oxxxymiron и Ваня Ленин (настоящее имя — Иван Карой) создают лейбл под названием Vagabund (с нем. — «Скиталец»).
18 июня состоялся первый релиз лейбла Vagabund — интернет-сингл «То густо, то пусто», состоящий из 4 песен, считая 2 ремикса.
15 сентября 2011 года состоялись релизы альбомов «С большой дороги» Schokk’а и «Вечный жид» Oxxxymiron’а.
Осенью 2011 года команда Vagabund снова отправляется в тур по странам СНГ, который длится почти 3 месяца. Той же осенью после московских событий — встречи Дмитрия и Мирона с рэпером Ромой Жиганом — из Vagabund уходит Oxxxymiron.

### 2011: Конфликт с Ромой Жиганом и распад Vagabund
28 октября 2011 года московский рэпер Рома Жиган ворвался в сопровождении десяти человек (участников Славянского Союза) в съёмную квартиру Дмитрия и Мирона для выяснения отношений. Рома Жиган и люди в масках нанесли телесные увечья Дмитрию и Мирону, снимая все это на видеокамеру, люди в масках были вооружены. С помощью угроз Жиган заставил Мирона и Дмитрия извиняться за сказанные слова в его адрес.
30 октября 2011 года Schokk и Oxxxymiron дали свой последний концерт в Санкт-Петербурге, после чего Мирон снял видео, в котором говорит, что покидает Vagabund:
«Сегодняшний концерт не имеет никакого, увы, или не увы, отношения к слову Vagabund. И в дальнейшем, так сложились обстоятельства, что то, что я буду делать в дальнейшем, не будет иметь к этому отношение. Причем я это говорю без какого-либо наслаждения, радости, злорадства и прочего…»
После этого Дмитрий выпускает диссы на своего бывшего коллегу по группе.

### 2012—2014: подписание контракта с Phlatline, новый псевдоним и выпуск четырёх микстейпов

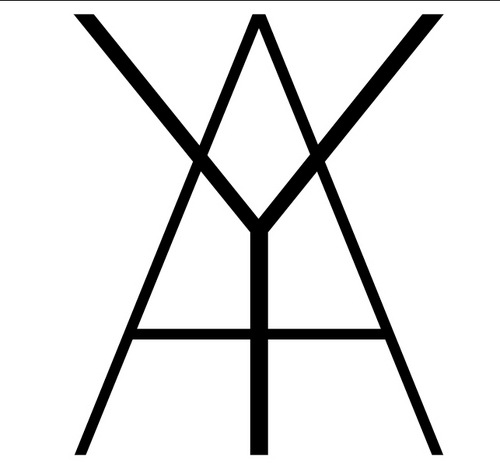
Символика Ya

В начале 2012 года Дмитрий разделил своё творчество на две ветви: Ya и Schokk. Как утверждает сам исполнитель, ему надоели постоянные бифы и ссоры, связанные с Schokk’ом. Поэтому он всё начал с чистого листа, взяв псевдоним Ya, хотя сам Дмитрий добавляет:
Если мне захочется кого-то оскорбить или унизить, то я всегда смогу это сделать с помощью Шокка, но к Ya это никак относиться не будет.
4 марта вышел видеоклип на песню «Блудный сын». 2 октября 2012 года состоялся релиз микстейпа Input/Output.
20 мая 2013 года вышел видеоклип на совместную с Птахой песню «На интерес».
В августе 2013 года подписал контракт с Phlatline.
23 сентября опубликовывают первую часть («День 1»: Ya) микстейпа «Записки сумасшедшего» и видеоклип на песню «Грязь» со второй части микстейпа «Записки сумасшедшего». 24 и 25 сентября выходят соответственно вторая («День 2»: Schokk) и третья («День 3»: Chabo) части микстейпа «Записки сумасшедшего». Таким образом Дмитрий показал себя в трёх различных альтер эго. В записи приняли участие такие исполнители, как Kate Nova, Maxat, Mic Chiba и DJ Maxxx. Впоследствии Шокк объяснил, что Чабо был придуман спонтанно и являлся пародией на альтер эго рэпера Стима — Billy Milligan.
26 сентября на официальном сайте Phlatline вышел полный микстейп «Записки сумасшедшего» и рассказ о его создании от лица Schokk’а. 29 сентября в Москве проходит презентация микстейпа. Артиста Phlatline поддержали DJ Maxxx, Mic Chiba и Kate Nova.
31 марта 2014 года состоялся релиз видеоклипа на песню «Rapelektroschokk 2» с микстейпа Meister Franz. Релиз самого микстейпа состоялся 2 мая 2014 года.
15 сентября состоялся релиз совместного микстейпа с Fogg Leichenwagen. Это последний релиз Димы, где основная масса треков — батл-рэп.

### 2015—2017: альбомXynd, незавершённая трилогия «Голод» / «Лёд» / «КУШ» и уход с Phlatline
После совместного микстейпа с Fogg Leichenwagen (2014), который является полностью батл-релизом, Schokk решает уйти из поджанра батл-рэп и начинает писать Xynd.
17 июля 2015 года был выпущен второй студийный альбом Шокка под названием Xynd (стилизованное Hund — с нем. — «Пёс»).
В 2016 году Шокк подрался с рэпером Drago на концерте в Берлине.
21 декабря 2016 года состоялся релиз третьего студийного альбома исполнителя «Голод. Часть 1», который является первым в трилогии, и был анонсирован сиквел — его четвёртый студийный альбом «Лёд. Часть 2».
29 июня 2017 года представил совместный с Gera Berlin клип на трек «HHP», в котором стала известна дата выхода второй части из трилогии альбомов Шокка. Выход альбома «Лёд. Часть 2» состоялся 14 июля 2017 года.
11 июля 2017 года Хинтер в своём Instagram-аккаунте анонсировал пятый студийный альбом «КУШ. Часть 3», который является третьим и заключительным альбомом в трилогии. Осенью Шокк отправился в тур под названием «Табор уходит в Ghetto», который так и не был завершён, по словам самого Дмитрия, из-за непрофессионализма его менеджмента в лице лейбла Phlatline. 7 марта 2018 года артист опубликовал публичное письмо, в котором назвал Phlatline «кладбищем артистов», а также рассказал о причинах, приведших к тому, что он потребовал расторжения контракта с лейблом.

### С 2018: альбомParaи первые синглы под новым псевдонимом
Выпуск альбома «КУШ. Часть 3» откладывался из-за задержки со стороны лейбла. Вместо этого 20 апреля 2018 года Шокк выпустил альбом Para, состоящий из 13 треков.
Летом того же года Шокк женился и сообщил, что готовит новый альбом в стиле инди-рок.
12 октября 2018 года под новым псевдонимом Дима Бамберг вышел макси-сингл «На свет», состоящий из двух композиций в стиле постпанк.
В 2019 году Дмитрий Шокк снялся в женском платье, таким образом он хотел отсечь свою старую аудиторию.
24 января 2019 года Schokk выпустил ещё один сингл с предстоящего альбома — «Дегенеративное искусство». Эта работа — новая версия одноимённого рэп-хита Schokk’a и Оксимирона, но в постпанк-обработке.
21 июня 2019 года Бамберг выпустил альбом «Вторая собака» состоящий из 12 треков.
13 ноября 2020 года выпустил первый сингл с нового альбома «Тиннитус» и анонсировал выход второго альбома «Старший сын» 27 ноября.
27 ноября 2020 года выпустил панк-рок альбом "Старший сын".
27 ноября 2021 года выпустил сингл «GESTALT». Через 2 дня выпустил видеоклип на этот трек. Второе в этом году возвращение Димы к образу Schokk`а связано с камбэком Мирона в рэп с 10 минутным исповедальным клипом, который представляет собой автобиографию артиста и затрагивает взаимоотношения с Дмитрием. Как говорил сам Дима, ему нужно было творчески выговориться, чтобы закрыть гештальт, ведь после выхода нового клипа Оксимирона одного боя с Жиганом для закрытия темы ему не хватило.
Об этой композиции Дима первый раз поведал в интервью шоу “Вписка”, там включался отрывок из песни.
В 2023 году Дмитрий написал донос на рэпера Забэ (RBL), но после проверки Генпрокуратуры, не было выявлено признаков экстремизма и оправдания терроризма.

## Конфликт с Ростиком
В 2025 году в городе Москва, Дмитрий Шокк случайно встретил популярного стимера DOTA 2 - Ростислава Протасеня (Rostislav_999), с которым впоследствии возник конфликт.  21 марта, Ростик проводил трансляцию на сайте Twitch прямиком из спортивного зала. В ходе которого Шокк ударил стримера по лицу и выбил телефон из рук, из-за то что дотер направил на него камеру. После чего Дмитрий дал свой комментарий в социальных сетях, и заявил, что не станет извиняться. Мнения на этот счёт в интернете разделились. Но после давления на рэпера, Дмитрий Шокк всё-таки извинится перед стримером публично.

## Общественная позиция
Дмитрий Гинтер неоднократно заявлял о поддержке российского вторжения на Украину «финансово и морально». Подобные заявления рэпер делал и в 2014 году, во время аннексии Крыма и войны на Донбассе. Почти сразу после вторжения в 2022 году Гинтер решил переехать в Москву. Позже Дмитрий заявил, что на него обратили внимание германские правоохранительные органы, поэтому он попросил российское гражданство через социальные сети. В 2022 году Шокк раскритиковал Хабиба Нурмагомедова, но после угроз ему пришлось извиняться. Среди прочего, считает резню в Буче постановкой и инсценировкой, совершённой украинскими военными с целью дискредитации России.  Однако годами ранее, он ходил на оппозиционные митинги против власти РФ, а так же высказывался негативно о политике Российской Федерации.

## Дискография
| Студийные альбомы - 2010 — «Schizzo» - 2011 — «С большой дороги» - 2015 — «Xynd» - 2016 — «Голод. Часть 1» - 2017 — «Лёд» - 2018 — «Para» - 2019 — «Вторая Собака» (Дима Бамберг) - 2019 — «Мясорубка» - 2020 — «Старший Сын» (Дима Бамберг) - 2020 — «Старый Хлам, Ч. 1» - 2022 — «Л.О.Н (Лидер отрицательной направленности)» Мини-альбомы - 2011 — Dei Mudder sei Hut (совместно с группой Kellerkommando) - 2011 — «То густо, то пусто» (совместно с Oxxxymiron) - 2013 — «Записки сумасшедшего. День 1» (как Ya) - 2013 — «Записки сумасшедшего. День 2» (как Schokk) - 2013 — «Записки сумасшедшего. День 3» (как Chabo) - 2021 — «Ciao, Ciao, Baby!» (Дима Бамберг) Микстейпы - 2007 — Disscography - 2008 — Disscography 2 - 2009 — N.B.O.T.B. (New Beef On The Block) - 2010 — Disscography 3 Final - 2010 — Schizzo - 2011 — Operation Payback - 2012 — Input/Output - 2014 — Meister Franz - 2014 — Leichenwagen (совместно с Elias Fogg) Сборники - 2015 — «Преступление и наказание» | Участие - 2008 — «Мои манеры» (LP Czar) - 2008 — «II Уровень\Скачай или умри» (микстейп Dandy) - 2008 — «Иди сюда Vol.1» (микстейп Dandy) - 2008 — «Приятного аппетита» (микстейп лейбла Optik Russia) - 2008 — Mixtape Vol. 1 (микстейп группы Syndikat) - 2008 — Mixtape Vol. 1.2 (микстейп группы Syndikat) - 2009 — New Russian Standart (сборник лейбла Optik Russia) - 2009 — «Грязный язык» (микстейп Czar) - 2009 — Perfect Music 2 (микстейп T1One) - 2009 — Mixtape King Vol. 2 (микстейп СД) - 2009 — Sieg Kla$ (альбом 1.Kla$) - 2009 — Perfect Music 3 (микстейп T1One) - 2010 — Russia On Fire (микстейп T1One) - 2010 — Fight Music (микстейп T1One) - 2010 — Black Mask (микстейп T1One) - 2010 — «Улицы должны знать 2» (микстейп СД) - 2010 — Perfect Music 4 (микстейп T1One) - 2010 — «День несбывшихся надежд» (альбом СД) - 2010 — Ohne Worte (совместный альбом Maxat’а и FiST) - 2011 — «Вечный жид» (альбом Oxxxymiron) - 2013 — «Прожигай» (совместный микстейп T-Fest и I’Max) - 2014 — «7я» (альбом группы «Мосты») - 2014 — «Фарш» (альбом битмейкера Барибал Шанс) - 2017 — Dubclub (альбом Rigos) - 2017 — Mixtape King Vol. 3 (микстейп СД) - 2020 — Pig Drum (Side B) (альбом Czar) - 2020 — Аггро 2.0 (альбом ST1M и СД) - 2022 — Ангельское True (микстейп Слава КПСС) - 2023 — LGBTQ+ (dessar diss feat Satori) |

## Видеография

### Видеоклипы
| - 2008 — «NRS» / «New Russian Standard» (уч. I.G.O.R. и 1.Kla$) - 2009 — «100 Bars» - 2009 — «Next Mixtape Promo Video» - 2010 — «Ar-Side Diss» - 2010 — «Hip-hop hero» - 2010 — «Mit Hut» (уч. Kellerkommando) - 2011 — «То густо, то пусто» (уч. Oxxxymiron) - 2011 — «HRS» / «Holz Russen Slang» - 2011 — «Frei» (уч. Maxat, FiST & I.G.O.R.) - 2011 — «Intro» («С большой дороги») - 2012 — «Блудный сын» / «The Lost Son» (уч. She-Raw) - 2012 — «Мясорубка» - 2012 — «Input/Output» - 2012 — «Прогулка II» - 2012 — «Холодный мир» - 2013 — «На интерес» (уч. Зануда) - 2013 — «Ливень» - 2013 — «Крик III» - 2013 — «Intro» / «Интро» («Записки сумасшедшего») - 2013 — «Грязь» - 2013 — «Unkonventionell Berlin» - 2013 — «9 утра» (уч. Kate Nova) - 2013 — «Crapdevil» - 2013 — «Crapdevil 2» | - 2014 — «Rapelektroschokk II» - 2014 — «Yeah & AA» - 2014 — «Barbarossa 2.0» (уч. Sirius & Elias Fogg) - 2014 — «Outro» (Meister Franz; уч. Kate Nova) - 2014 — «Крик IV» - 2014 — «Момент #1» - 2014 — «До дна» (уч. Kate Nova) - 2014 — «Момент #3» - 2014 — «Минимализм» (уч. Elias Fogg) - 2014 — «Ты ненастоящий» (уч. Elias Fogg) - 2014 — «Мы кидаем камни» - 2016 — «Синие ирисы» (уч. Шура Кузнецова) - 2016 — «Голод» - 2017 — «Свитер Рубчинского \| Раунд» - 2017 — «Hype» (уч. Jollo) - 2017 — «Шпана» - 2017 — «В Африке Дети Не Носят Palace» (уч. REDO) - 2017 — «HHP» (уч. Gera Berlin) - 2017 — «Аддлибы» (уч. Rigos) - 2017 — «Вопросы \| Так надо» - 2017 — «Тупакалипс» (уч. Adamant) - 2021 — «GESTALT» - 2023 — «M&M» |

## Фильмография
- «Unkonventionell Berlin» (2012-2013) (был прерван)

## Награды и номинации
- Альбом «Голод» занял 49-е место в списке лучших отечественных альбомов 2017 года по версии портала The Flow[88].
- Дмитрий совместно с группой Kellerkommando[нем.] выиграли музыкальную награду Creole – Global Music Contest[нем.].
- Победитель в общественных голосованиях Hip-hop.ru Awards:
  - Awards 2010 в номинации «Лучший mixtape»;
  - Awards 2011 в номинации «Лучший EP/Single»;
  - Awards 2013 в номинации «Лучший mixtape».

## Концертные туры
- 2008 — Rap Woyska (совместно с 1.Kla$ & Czar)
- 2009 — без названия (совместно с Oxxxymiron)
- 2010 — «Октябрьские события»
- 2011 — Тур в поддержку мини альбома Dei Mudder sei Hut (совместно с Kellerkommando)
- 2011 — Vagabund Tour (был прерван)
- 2014 — #Schokktology
- 2016 — «Из тишины» при уч. Никола Мельников, Марина Кацуба, Шура Кузнецова и музыкального коллектива New Classic Band.
- 2017 — «Табор уходит в Ghetto» (был прерван)
- 2019 — «YTPO ТУР»
- 2023 — Л.О.Н. ТУР